# Las Jarretaderas
Las Jarretaderas är en ort i Mexiko.   Den ligger i kommunen Bahía de Banderas och delstaten Nayarit, i den centrala delen av landet, 700 km väster om huvudstaden Mexico City. Las Jarretaderas ligger 8 meter över havet och antalet invånare är 6 262.
Terrängen runt Las Jarretaderas är platt. Havet är nära Las Jarretaderas åt sydväst. Runt Las Jarretaderas är det tätbefolkat, med 319 invånare per kvadratkilometer. Närmaste större samhälle är Puerto Vallarta, 9,5 km sydost om Las Jarretaderas.